# Champagney, Jura
Champagney är en kommun i departementet Jura i regionen Bourgogne-Franche-Comté i östra Frankrike. Kommunen ligger i kantonen Montmirey-le-Château som tillhör arrondissementet Dole. År 2022 hade Champagney 460 invånare.

## Befolkningsutveckling
Antalet invånare i kommunen Champagney
Referens:INSEE